# Langue des signes irlandaise

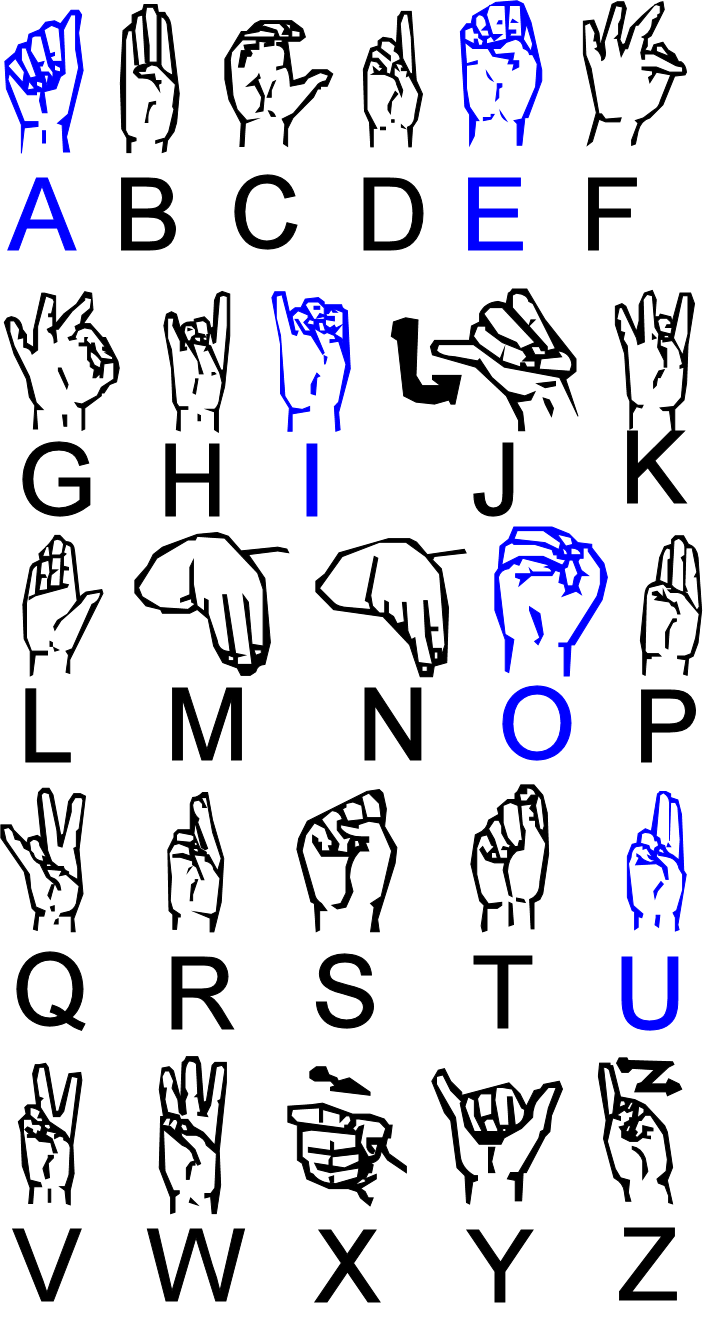
Alphabet de l'ISG

La langue des signes irlandaise (en anglais : Irish Sign Language, ISG ; en irlandais : Teanga Chomharthaíochta na hÉireann, TCÉ), est la langue des signes utilisée par les personnes sourdes et leurs proches en Irlande.

## Histoire
La langue des signes britannique (BSL) est introduite officiellement en Irlande en 1816, mais les références à la langue des signes remontent beaucoup plus loin dans l'histoire irlandaise. La séparation entre les écoles pour garçons et pour filles donne lieu à de fortes différences fondées sur le sexe, mais elles diminuent avec le temps. En 1846, les religieuses catholiques fondatrices de l'école pour filles sourdes St. Mary vont en France, la langue des signes qu'elles enseignent par la suite comprend donc des influences de la vieille langue des signes française du XIXe siècle, de la langue des signes britannique ainsi que du français signé, de l'anglais signé (en) et du langage parlé complété. Le nom Irish Sign Language devient d'usage courant à la suite de la publication d'un dictionnaire en 1979 et la création de la Irish Deaf Society (en) dans les années 1980,.

## Utilisation
L'Irlande possède plusieurs écoles pour sourds, avec 750 à 800 élèves dans chaque. Il existe un Comité pour la langue des signes nationale et une Organisation pour les enseignants en langue des signes. La télévision irlandaise propose des programmes adaptés aux sourds.